# Video 33
VB 33 (dal 1981 al 1986 "VideoBolzano Canale 33 Bozner Fernsehen", dal 1986 al 2009 "VideoBolzano 33" e dal 2009 al 2021 "Video33") è una delle principali reti televisive locali in lingua italiana della provincia autonoma di Bolzano.

## Storia
L'emittente nasce con il nome di 'VideoBolzano Canale 33 Bozner Fernsehen', creata e fondata dalla dottoressa Rosella Modena e dall'architetto Franco Laitempergher. Dopo sei mesi di prove tecniche, trasmette ufficialmente per la prima volta il 7 febbraio 1981.
L'emittente locale, nella prima metà degli anni Ottanta, opera in un primo momento sul canale UHF 34, quindi sui canali UHF 33 e 54 ai quali s'aggiunge in seguito l'UHF 60. In quel periodo, VB33, riesce a raggiungere una audience potenziale di quasi 40.000 famiglie, comprendendo tutta la conca di Bolzano, la bassa val d'Adige fino a Merano, la bassa val d'Isarco, irradiando nella bassa atesina fino a Salorno.
Nella seconda metà del 1986 l'editore Rosella Modena (Publied V.e.B. Werbung) cede la testata alla cooperativa Athena, composta da imprenditori e professionisti locali.
In seguito alla ristrutturazione, l'emittente opera quindi da San Giacomo limitatamente alla sola zona di Bolzano. Successivamente le trasmissioni vengono irradiate anche a Merano e Bressanone quando,  il 2 febbraio 2009, si conviene di modificarne il nome da 'VideoBolzano 33' a 'Video33'. Successivamente l'emittente giunge anche nelle valli minori dell'Alto Adige, fino a coprire il 90% del territorio della provincia autonoma di Bolzano. Il palinsesto è improntato sulla produzione di un telegiornale, specializzato sulle di notizie della provincia di Bolzano.
L'editore dell'emittente televisiva, per il periodo compreso fra il 1986 ed il 2008, è Valerio Rolando Boesso.
Dal 2010 al 2021 a "Video 33" è stata affiancata un'emittente in lingua tedesca: SDF (Südtirol Digital Fernsehen) di vocazione prettamente all-news.
Fino al 2021 la società editrice delle due emittenti è stata "Rosengarten srl". Nel 2017 avviene una cessione di quote della società da parte della società proprietaria, la Senfter, ad una cordata di imprenditori trentini (Albino Leonardi). Dal 2021 editore della rete è la società "B33 S.r.l." di proprietà dell'editore televisivo Simone Baronio.
SDF e Video 33 sono le prime emittenti televisive locali private per numero di utenti (rispettivamente 15% e 14,2%).
Dal 2018 le due emittenti sono visibili anche nel territorio della provincia autonoma di Trento.